# David Pittard
David Pittard (Hertfordshire, 29 januari 1992) is een Brits autocoureur. In 2023 won hij de 24 uur van de Nürburgring.

## Carrière

### Vroege carrière
Pittard begon zijn autosportcarrière in 2010 in de Toyota MR2 Racing Series. In 2011 reed hij naast deze klasse ook in het BRSCC Sports 2000 Pinto Championship. In 2012 stapte hij over naar de Britcar Endurance Series. In 2013 kwam hij uit in de Ginetta GT5 Challenge. Hij behaalde zijn eerste overwinning op Silverstone en voegde hier op het Snetterton Motor Racing Circuit nog twee zeges aan toe, waardoor hij vijfde in het kampioenschap werd. Vanwege zijn prestaties werd hij aan het eind van het seizoen door de British Racing Drivers' Club uitgeroepen tot "Rising Star".
In 2014 maakte Pittard de overstap naar de Ginetta GT4 Supercup, waarin hij voor het team SV Racing reed. Hij stond op het podium in de eerste twee raceweekenden, voordat hij op het Thruxton Circuit zijn eerste race won. In de tweede race van dat weekend behaalde hij nog een zege. Hij won nog eenmaal op het Croft Circuit en tweemaal op Silverstone, waardoor hij tweede in de eindstand werd. In 2015 reed hij slechts twee races in de klasse en kwam hij uit in een race van het Noord-Amerikaanse FARA Endurance Championship.

### GT-racerij
In 2016 reed Pittard geen races, maar in 2017 keerde hij terug als professioneel coureur in het Britse GT-kampioenschap, waarin hij voor Lanan Racing reed. Hij deelde een Ginetta G55 GT4 met Alex Reed. Het duo behaalde een zege op het Oulton Park Circuit en stond hiernaast nog drie keer op het podium, waardoor zij derde in hun klasse werden. Pittard reed daarnaast ook in het FIA Masters Historic Sports Car Championship.
In 2018 debuteerde Pittard in de Nürburgring Langstrecken-Serie (NLS) bij Walkenhorst Motorsport, waar hij enkele races reed. In 2019 nam hij deel aan een volledig seizoen in de klasse bij Walkenhorst, voor wie hij ook in de 24 uur van de Nürburgring en de 24 uur van Spa-Francorchamps reed. In de NLS behaalde hij drie podiumplaatsen en werd hij vijfde in de eindstand.
In 2020 reed Pittard voor Walkenhorst in de Intercontinental GT Challenge, waar hij de teamgenoot van BMW-fabriekscoureurs Martin Tomczyk en Nick Yelloly werd. Hij behaalde een podiumplaats op de Indianapolis Motor Speedway en werd zodoende negende in het klassement. In 2021 bleef hij actief bij Walkenhorst, maar stapte hij over naar de Pro-klasse van de GT World Challenge Europe Endurance Cup. Hij deelde hier in de eerste drie races een BMW M6 GT3 met Sheldon van der Linde en Marco Wittmann, terwijl Yelloly en Jake Dennis in de laatste twee races zijn teamgenoten waren. Hij behaalde slechts vier kampioenschapspunten en eindigde zo op plaats 28 in het klassement.
In 2022 maakte Pittard de overstap naar het FIA World Endurance Championship (WEC), nadat hij eind 2021 al aan de rookietest had deelgenomen. Hij reed hier in de LMGTE Am-klasse voor NorthWest AMR met Nicki Thiim en Paul Dalla Lana. Het trio won de seizoensopener in de 1000 mijl van Sebring en stond ook in de 6 uur van Spa-Francorchamps en de 24 uur van Le Mans op het podium. Met 118 punten werden zij achter Ben Keating en Marco Sørensen tweede in het eindklassement. Pittard kreeg daarnaast de Woolf Barnato Trophy als de bestgeklasseerde Britse coureur in een Britse auto in Le Mans.
In 2023 keerde Pittard terug als fulltime coureur in de NLS bij het Frikadelli Racing Team. Samen met Earl Bamber, Nick Catsburg en Felipe Fernández Laser won hij dat jaar de 24 uur van de Nürburgring. Zij behaalden hiermee de eerste zege van Ferrari in de geschiedenis van de race.